# Drassodes montenegrinus
Drassodes montenegrinus är en spindelart som först beskrevs av Kulczynski 1897.  Drassodes montenegrinus ingår i släktet Drassodes och familjen plattbuksspindlar. Inga underarter finns listade i Catalogue of Life.